# Провин из Комо
Провино (Провен, IV век — Комо, 420 год) — римский епископ, второй епископ Комо. День памяти — 8 марта.
Святой Провин был родом из Трансальпийской Галлии, точнее, согласно средневековому преданию, что он родом из Прувинума (лат.:Pruvinum), современного Провена. В конце четвертого века он был послан святителем Амвросием, также уроженцем тех же земель, на помощь святому Феликсу, первому епископу Комо, в евангелизации этого региона.
После кончины святого Феликса святой Провин заменил его в качестве епископа. Других сведений о святом Провине не так много, но известно, что он обязался защищать епархию Комо от арианской ереси. Ему приписывают строительство церкви святых Гервасия и Протасия, которая стала вторым христианским зданием, построенным в городе. Предание сообщает о том, что он был похоронен именно в этой церкви, но в 1096 году епископ Гвидо Гримольди перевез останки святого в церковь святого Антония аббата intra moenia, чтобы сохранить их от возможных набегов. Эта церковь, в которой до сих пор сохранилась средневековая колокольня, затем получила название церковь Сан-Провино.
Святой Провин умер в 420 году. Он был весьма почитаем верующими из этой епархии: доказательством этого являются литургические книги, которые использовались в епархии Комо до Трентского собора, в дополнение ко многим средневековым церквям, посвященным святому Провину, наиболее известными из которых являются коллегиальная церковь Агно и приходская церковь Дацио.
Из храма Сан-Провино в 1933 году мощи святого были перенесены в городское святилище Святого Креста.